# Daerah
La daerah est une division administrative de Malaisie, correspondant à l'échelon inférieur à la province.
Ce niveau administratif peut être comparé à celui du district, de l’arrondissement.